# 리언 에임스
리언 에임스(Leon Ames, 본명: 해리 위코프, 본명 영어: Harry Wycoff, 1902년 1월 20일 ~ 1993년 10월 12일)는 미국의 배우이다.

## 영화
- 제이크 스피드 (1986년)
- 페기 수 결혼하다 (1986년) - 바니 엘보그 역
- 엔터테인먼트 (1974년)
- 온 어 클리어 데이 유 캔 씨 포에버 (1970년)
- 도라 도라 도라 (1970년)
- 머린 존스의 불운 (1964년)
- 건망증 선생님 2 (1963년)
- 미스터 에드 (1961년)
- 건망증 선생님 (1961년)
- 폴 뉴먼의 고독한 관계 (1960년)
- 나의 세 아들 (1960년)
- 페이튼 플레이스 (1957년)
- 렛츠 두 잇 어게인 (1953년)
- 바이 더 라이트 오브 더 실버리 문 (1953년)
- 엔젤 페이스 (1953년)
- 이츠 어 빅 컨트리 (1951년)
- 온 문라이트 베이 (1951년)
- 위기 (1950년)
- 애니 넘버 캔 플레이 (1949년)
- 배틀그라운드 (1949년)
- 작은 아씨들 (1949년) - 마치 씨 역
- 외딴 섬에서 당신과 함께 (1948년)
- 주디와 데이트 (1948년)
- 노 리브, 노 러브 (1946년)
- 그레이트 모건 (1946년)
- 포스트맨은 벨을 두 번 울린다 (1946년)
- 래시의 아들 (1945년)
- 욜란다 앤 더 씨프 (1945년)
- 데이 워 익스펜더블 (1945년)
- 닻을 올리고 (1945년)
- 써티 세컨즈 오버 도쿄 (1944년)
- 세인트 루이스에서 만나요 (1944년) - 알론조 스미스 역
- 수에즈 (1938년)
- 렉클리스 (1935년)
- 몬테 크리스토 백작 (1934년)
- 루 모귀의 살인자 (1932년)